# Metacentrisk höjd

Diagram som visar masscentrum G, flytkraftsangreppspunkt B och metacentrisk punkt M. Eftersom M befinner sig ovanför G flyter föremålet stabilt.

Metacentrisk höjd eller GM-höjd kallas den egenskap som anger stabiliteten hos ett föremål som flyter i en vätska, till exempel ett fartyg. 
Ett föremåls metacentriska höjd beräknas med hjälp av 3 punkter:
- Föremålets masscentrum, vanligtvis kallad G.
- Den undanträngda vätskans masscentrum, vanligtvis kallad B.
- Den metacentriska punkten M, också kallad metacentrum.

M bildas där föremålets lutade tyngdkraftsriktning (vertikal i jämviktsläge) korsar den från B utgående flytkraftens vertikala riktning. Det absoluta avståndet mellan G och M blir direkt proportionellt mot föremålets stabilitet. Skulle M befinna sig nedanför G är föremålet labilt i vätskan och kommer att vicka.

## Mekanik
Utanför jämviktsläget bildas ett vridmoment p.g.a. det horisontella avståndet mellan föremålets masscentrum G och flytkraftens angreppspunkt B. Så länge M befinner sig ovanför G blir detta moment upprätande. Ligger M nedanför G kommer istället flytkraften bilda ett moment som vrider föremålet till att tippa över. Avståndet G-M avgör alltså förhållandet mellan det återbärande moment flytkraften ger och det aktivt "tippande" moment tyngdkraften ger.

## Tillämpningar

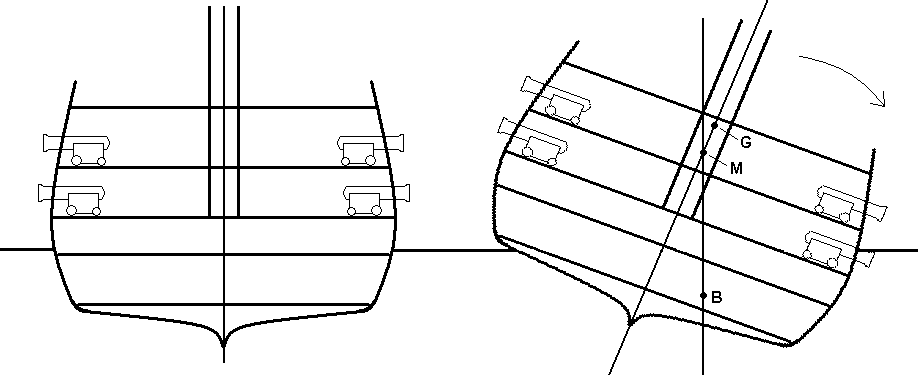
Genomskärning av HMS Vasa. Metacentrum hamnar nedanför masscentrum resulterande i att flytkraftens moment inte blir tillräckligt stort för att återbära skeppet. Skissen är dock inte tekniskt korrekt utan skall endast påvisa principen. Den tar inte heller hänsyn till vind i seglen eller vatten som forsar in genom kanonluckorna.

Principen används ofta vid skeppskonstruktion för att beräkna hur mycket ett skepp med en viss form och last får kränga utan att det kapsejsar. Speciellt viktigt är detta hos segelbåtar p.g.a. de stora horisontella krafter som uppkommer vid vindtryck mot seglen. Anledningen till att regalskeppet Vasa sjönk var för liten metacentrisk höjd orsakad av högt lastade och stora mängder kanoner resulterande i en vertikal positiv förskjutning av masscentrum.